# Phascolion cryptum
Phascolion cryptum är en stjärnmaskart som beskrevs av Hendrix 1975. Phascolion cryptum ingår i släktet Phascolion och familjen Phascoliidae. Inga underarter finns listade i Catalogue of Life.